# 兴牧村 (利津县)
兴牧村，中华人民共和国山东省东营市利津县刁口乡所辖行政村。位于刁口乡驻地以南。全村人口81户，305人(2010年底)。区划代码370522206202。邮编257453。